# Giuseppe Bonecchi
Giuseppe Bonecchi (fl. XVIII secolo) è stato un poeta e librettista italiano.
Della biografia di Bonecchi si conosce pochissimo. Le date e le località di nascita e morte ci giungono sconosciuti. Nel 1740 fu accompagnato in Russia dal compositore italiano Francesco Araja.
Il suo libretto più noto è quello del Bellerofonte, scritto per celebrare l'incoronazione di Elisabetta di Russia a imperatrice. Nel 1757 ne venne pubblicata una versione in russo. Un altro lavoro degno di nota è lo Scipione, commissionato per il matrimonio tra l'imperatrice Elisabetta e Pyotr Feodorovich.
Bonecchi era solito plagiare il lavoro di altri poeti e drammaturghi a vantaggio della propria reputazione. Lasciò la Russia nel 1752 per tornare in Italia e nel 1768 fu a Praga, dove collaborò a una rappresentazione del suo Bellerofonte musicato da Josef Mysliveček.

## Libretti
Scrisse esclusivamente libretto di opere serie musicati da Francesco Araja.
- Seleuco (musicato da Francesco Araja, 1744)
- Scipione (musicato da Francesco Araja, 1745)
- Mitridate (musicato da Francesco Araja, 1747)
- L'asilo della pace (musicato da Francesco Araja, 1748)
- Il Bellerofonte (musicato da Francesco Araja, 1750; musicato da Josef Mysliveček, 1767)
- Eudossa incoronata ossia Teodosio II (musicato da Francesco Araja, 1751)